# Eduardo Rabanal
Eduardo Valentín Rabanal Jaramillo (Cajamarca, Provincia de Cajamarca, Perú, 30 de enero de 1997) es un futbolista peruano. Juega como lateral derecho y su equipo actual es Carlos A. Mannucci de la Liga 2 de Perú. Ha integrado las categorías sub-15, sub-17, sub-20 y sub-23 de la selección de fútbol del Perú.

## Trayectoria
Rabanal estudió en el centro educativo Champagnat de Cajamarca y dio sus primeros pasos en el fútbol gracias al proyecto "Creciendo con el Fútbol" que promueve la Federación Peruana de Fútbol. Tiempo después integró las divisiones menores de Sporting Cristal, donde estuvo cuatro años, participando en campeonatos juveniles nacionales e internacionales, sin embargo no llegó a debutar con el plantel principal.

### UTC
A inicios de la temporada 2015 se convirtió en refuerzo del Club Universidad Técnica de Cajamarca para afrontar el campeonato de primera división, debutando con 18 años en la profesional el 16 de agosto de 2015 en el empate a dos goles frente a León de Huánuco, encuentro en el que arrancó como titular con el dorsal 26. En dos temporadas con UTC, se volvió habitual titular en la banda derecha del club cajamarquino.

### Deportivo Municipal
Sus buenas temporadas con la camiseta de UTC llamaron la atención de los clubes Alianza Lima y Deportivo Municipal, decantándose finalmente por la Academia. El 22 de febrero de 2017 hizo su debut con Municipal precisamente ante su exequipo, UTC, cayendo por 1-0 en la primera jornada del Torneo de Verano 2017. En la fecha 9 del Torneo Apertura disputada el 8 de julio de ese mismo año anotó el primer gol de su carrera profesional, dándole el triunfo a su equipo por 2 a 1 sobre Sport Huancayo, convirtiendo al minuto 53 de chalaca.
Durante la temporada 2019, debutó a nivel internacional en la derrota por 3-0 frente a Colón de Argentina, campaña en la que terminó adueñándose del puesto de lateral derecho titular de Municipal tras las salidas de Rodrigo Cuba y Aldair Salazar a Alianza Lima.

### Melgar
El 14 de enero de 2020 dejó Municipal para convertirse en nuevo jugador del Melgar de Arequipa. Hizo su debut con el conjunto rojinegro en la Copa Sudamericana 2020, jugando como titular el 18 de febrero en la derrota por 0-2 ante Nacional Potosí de Bolivia, cotejo en el que Melgar terminó derrotando por penales a su rival para acceder a la siguiente fase.

## Selección nacional
Ha sido parte de la selección de fútbol de Perú en sus categorías juveniles, específicamente con los combinados sub-15 y sub-17, y ha participado en microciclos de la sub-20 de Fernando Nogara.
En abril de 2019, fue convocado a la selección sub-23 de Perú por Nolberto Solano para el primer microciclo con miras a los Juegos Panamericanos de 2019 y el 27 de junio se anunció su convocatoria en la lista final de 18 convocados para dicho torneo. Fue titular durante todo el torneo en la banda derecha, quedando la selección peruana en la séptima posición. Tiempo después fue incluido en la lista final para participar en el Torneo Preolímpico Sudamericano Sub-23 de 2020, torneo donde nuevamente ocupó la banda derecha del equipo.

### Participación en Campeonatos Sudamericanos
| Torneo                     | Sede     | Resultado      | Partidos | Goles |
| -------------------------- | -------- | -------------- | -------- | ----- |
| Preolímpico Sub-23 de 2020 | Colombia | Fase de grupos | 3        | 0     |

### Participación en Juegos Panamericanos
| Torneo                       | Sede | Resultado     | Partidos | Goles |
| ---------------------------- | ---- | ------------- | -------- | ----- |
| Juegos Panamericanos de 2019 | Perú | Séptimo lugar | 4        | 0     |

## Estadísticas
Actualizado el 18 de octubre de 2021.
| UTC · Perú                                                                                               | 2015             | 1ª               | 15  | 0 | 0 | 0 | — | — | 15  | 0 |
| UTC · Perú                                                                                               | 2016             | 1ª               | 37  | 0 | — | — | — | — | 37  | 0 |
| UTC · Perú                                                                                               | Total club       | Total club       | 52  | 0 | 0 | 0 | 0 | 0 | 52  | 0 |
| Deportivo Municipal · Perú                                                                               | 2017             | 1ª               | 20  | 1 | — | — | 0 | 0 | 20  | 1 |
| Deportivo Municipal · Perú                                                                               | 2018             | 1ª               | 28  | 1 | — | — | — | — | 28  | 1 |
| Deportivo Municipal · Perú                                                                               | 2019             | 1ª               | 27  | 1 | 4 | 0 | 2 | 0 | 33  | 1 |
| Deportivo Municipal · Perú                                                                               | Total club       | Total club       | 75  | 3 | 4 | 0 | 2 | 0 | 81  | 3 |
| FBC Melgar · Perú                                                                                        | 2020             | 1ª               | 8   | 0 | 0 | 0 | 2 | 0 | 10  | 0 |
| FBC Melgar · Perú                                                                                        | Total club       | Total club       | 8   | 0 | 0 | 0 | 2 | 0 | 10  | 0 |
| Carlos A. Mannucci · Perú                                                                                | 2021             | 1ª               | 15  | 0 | 1 | 0 | 2 | 0 | 18  | 0 |
| Carlos A. Mannucci · Perú                                                                                | Total club       | Total club       | 15  | 0 | 1 | 0 | 2 | 0 | 18  | 0 |
| Total en carrera                                                                                         | Total en carrera | Total en carrera | 150 | 3 | 5 | 0 | 6 | 0 | 161 | 3 |
| (1)Incluye datos de la Copa Bicentenario (2019). (2)Incluye datos de la Copa Sudamericana (2019 y 2020). |                  |                  |     |   |   |   |   |   |     |   |